# Frank Vang-Jensen
Frank Vang-Jensen, född 19 september 1967 i Viborg, är en dansk företagsledare. Han var verkställande direktör i Stadshypotek AB 2005–2007 och för Handelsbanken 2015–2016. I september 2019 efterträdde han Casper von Koskull som verkställande direktör för Nordea.

## Biografi
Frank Vang-Jensen växte upp i Viborg på Jylland. År 1986 började han som lärling på en bank i sin hemstad. Vang-Jensen internutbildades och flyttade sedan till Köpenhamn där han blev valutahandlare.

### Åren på Handelsbanken
1998 anställdes Vang-Jensen av Handelsbanken som kontorschef för kontoret på Amaliegade i centrala Köpenhamn. Han utvecklade en betydelsefull relation med Pär Boman under denna tid. 
Från 2001 till 2005 var Vang-Jensen regionchef för Handelsbanken i Danmark och från 2005 till 2007 verkställande direktör för Stadshypotek, Handelsbankens bolåneinstitut. Därmed flyttade han till Sverige.
År 2007 blev Vang-Jensen verkställande direktör för Handelsbanken i Danmark. Svenska Dagbladet beskrev Vang-Jensens återgående till Danmark som ett tecken på att Handelsbanken skulle fortsatt satsa på danska marknaden. 2014 slutade Vang-Jensen som Danmarks verkställande direktör och blev istället Sveriges verkställande direktör (på huvudkontoret). Vang-Jensen var högste ansvarige för Handelsbankens svenska kontorsrörelse mellan april 2014 och mars 2015.
På grund av en skandal med SCA och dess flyg 2015 blev Pär Boman tvingad att avgå som verkställande direktör för Handelsbanken. Efter Bomans avgång 2015 skapades det ett maktvakuum på Handelsbanken. Boman och andra direktörer relaterade till honom rapporterade under den följande maktkampen att de blev förföljda av privata aktörer anställda av SCA. Efter att SCA flyg-skandalen hade lagt sig blev Boman utsedd till styrelseordförande för Handelsbanken och med sitt inflytande över styrelsen föreslog han Vang-Jensen, kallad "Pär Bomans kronprins", som verkställande direktör.
Vang-Jensen blev uppsagd från sin anställning 16 augusti 2016 av personliga skäl och efterträddes av Anders Bouvin.

### Åren på Nordea
Tidigt under år 2017 blev Vang-Jensen utsedd till styrelseordförande för Nordea Kredit Realkreditaktieselskab, ett danskt låneinstitut ägt av Nordea. Senare samma år blev han även ledamot i revisionsutskottet. Från 2017 till 2018 var Vang-Jensen country senior executive i Danmark, filialchef och chef för Personal Banking på Nordea i Danmark.
2018 flyttade han till Helsingfors i Finland. I Helsingfors var han koncerndirektör och chef för Nordea Personal Banking och medlem av Nordea-koncernens verkställande ledning. 2019 utsågs Vang-Jensen till styrelseledamot i Nordea Asset Management Holding AB.
5 september 2019 meddelade Nordea att Vang-Jensen skulle efterträda Casper von Koskull som koncernchef och verkställande direktör.

### Övriga uppdrag i urval
Från 2002 till 2004 var Vang-Jensen styrelseledamot i Handelsinvest Investeringsforvaltning A/S. Från 2007 till 2014 var han vice-styrelseordförande för BEC Financial Technologies.
Vang-Jensen var från 2012 till 2014 styrelseordförande för LokalBolig, en dansk kedja med fastighetsmäklare. Vidare var han styrelseledamot i Finans Danmark, en branschorganisation för banker i Danmark.